# Liste des cours d'eau du bassin des Outaouais
Cette liste répertorie les principaux cours d'eau du bassin versant de la Rivière des Outaouais classés de la rive droite vers la rive gauche à partir de sa confluence avec le fleuve Saint-Laurent.
| Nom                             | Rive | Confluent                        | Localisation                                 | Point de confluence          | Source                                           | Localisation source                          | Coordonnées source           | Longueur (km) | Région                                                               |
| ------------------------------- | ---- | -------------------------------- | -------------------------------------------- | ---------------------------- | ------------------------------------------------ | -------------------------------------------- | ---------------------------- | ------------- | -------------------------------------------------------------------- |
| Outaouais, rivière des          | G    | Fleuve Saint-Laurent             | Pointe-des-Cascades                          | 45° 27′ 00″ N, 74° 05′ 00″ O | Lac des Outaouais                                | Lac-Moselle                                  | 47° 38′ 38″ N, 75° 38′ 36″ O | 1 271         | Québec Ontario                                                       |
| Quinchien, rivière              | D    | Rivière des Outaouais            | Vaudreuil-Dorion                             | 45° 23′ 52″ N, 74° 01′ 29″ O | ruisseau                                         | Vaudreuil-Dorion                             | 45° 22′ 19″ N, 74° 05′ 45″ O | 15            | Montérégie                                                           |
| Raquette, rivière à la          | D    | Rivière des Outaouais            | Rigaud                                       | 45° 29′ 41″ N, 74° 14′ 37″ O | ruisseau                                         | Sainte-Marthe                                | 45° 24′ 09″ N, 74° 22′ 00″ O | 27            | Montérégie                                                           |
| Rigaud, rivière                 | D    | Rivière des Outaouais            | Rigaud                                       | 45° 29′ 49″ N, 74° 18′ 32″ O | Black Lake                                       | Glengarry Nord                               | 45° 20′ 46″ N, 74° 44′ 31″ O | 68            | Montérégie Comtés unis de Stormont, Dundas et Glengarry              |
| Nation, rivière                 | D    | Rivière des Outaouais            | Plantagenet                                  | 45° 34′ 23″ N, 75° 06′ 00″ O | source                                           | Elizabethtown-Kitley                         | 44° 40′ 30″ N, 75° 42′ 00″ O | 175           | Comtés unis de Leeds et Grenville Comtés unis de Prescott et Russell |
| Castor, rivière                 | G    | Rivière Nation                   | Casselman                                    | 45° 17′ 58″ N, 75° 06′ 33″ O | Rivière Castor Nord                              | Greely (en)                                  | 45° 15′ 07″ N, 75° 23′ 20″ O | 25            | Comtés unis de Prescott et Russell                                   |
| Rideau, rivière                 | D    | Rivière des Outaouais            | Ottawa                                       | 45° 26′ 28″ N, 75° 41′ 48″ O | lac Upper Rideau (en)                            | Rideau Lakes (en)                            | 44° 40′ 55″ N, 76° 20′ 10″ O | 146           | Comtés unis de Leeds et Grenville Ottawa                             |
| Kemptville, ruisseau            | D    | Rivière Rideau                   | North Grenville                              | 45° 03′ 21″ N, 75° 39′ 15″ O | ruisseau                                         | Augusta Nord (en)                            | 44° 45′ 57″ N, 75° 45′ 00″ O | 69            | Comtés unis de Leeds et Grenville                                    |
| Jock, rivière                   | G    | Rivière Rideau                   | Manotick                                     | 45° 15′ 36″ N, 75° 42′ 28″ O | ruisseau                                         | Lanark Highlands (en)                        | 44° 58′ 57″ N, 76° 03′ 53″ O | 72            | Comté de Lanark Ottawa                                               |
| Rideau, canal                   | D    | Rivière des Outaouais            | Ottawa                                       | 45° 25′ 33″ N, 75° 41′ 50″ O | Lac Ontario                                      | Kingston                                     | 44° 13′ 11″ N, 76° 28′ 31″ O | 202           | Comté de Frontenac Comté de Lanark Comtés unis de Leeds et Grenville |
| Carp, rivière                   | D    | Rivière des Outaouais            | Fitzroy Harbour (en)                         | 45° 28′ 59″ N, 76° 13′ 37″ O | Étang urbain                                     | Stittsville                                  | 45° 17′ 09″ N, 75° 53′ 17″ O | 48            | Ottawa                                                               |
| Mississippi, rivière            | D    | Rivière des Outaouais            | Quartier Carleton-March Ouest (en)           | 45° 26′ 29″ N, 76° 17′ 07″ O | Lac Big Birch                                    | Addington Highlands (en)                     | 45° 07′ 08″ N, 77° 19′ 24″ O | 169           | Comté de Lennox et Addington Comté de Lanark Ottawa                  |
| Fall, rivière                   | D    | Rivière Mississippi              | Tay Valley                                   | 44° 58′ 23″ N, 76° 21′ 37″ O | Sharbot Lake (en)                                | Canton de Frontenac centre                   | 44° 46′ 28″ N, 76° 38′ 25″ O | 50            | Comté de Frontenac Comté de Lanark                                   |
| Indian, rivière                 | G    | Rivière Mississippi              | Mississippi Mills                            | 45° 15′ 24″ N, 76° 14′ 32″ O | Lac sans nom                                     | Lanark Highlands (en)                        | 45° 10′ 32″ N, 76° 37′ 07″ O | 49            | Comté de Lanark                                                      |
| Madawaska, rivière              | D    | Rivière des Outaouais            | Arnprior                                     | 45° 26′ 35″ N, 76° 20′ 56″ O | Lac Source                                       | Territoire non organisé de Nipissing Sud     | 45° 33′ 52″ N, 78° 37′ 56″ O | 230           | district de Nipissing Comté de Renfrew                               |
| York, rivière                   | D    | Rivière Madawaska                | Madawaska Valley (en)                        | 45° 20′ 08″ N, 77° 34′ 43″ O | Yorkend Lake                                     | Comté de Haliburton                          | 45° 33′ 52″ N, 78° 37′ 56″ O | 148           | Comté de Haliburton Comté de Renfrew                                 |
| Petite rivière Mississippi (en) | G    | Rivière York                     | Comté de Renfrew                             | 45° 15′ 44″ N, 77° 35′ 17″ O | Lac Weslemkoon (en)                              | Addington Highlands (en)                     | 45° 04′ 21″ N, 77° 27′ 25″ O | 49            | Comté de Renfrew                                                     |
| York Nord, rivière              | G    | Rivière York                     | Highlands East (en)                          | 45° 14′ 24″ N, 78° 14′ 12″ O | Little Branch Lake                               | Comté de Haliburton                          | 45° 18′ 10″ N, 78° 13′ 34″ O | 10            | Comté de Haliburton                                                  |
| Opeongo, rivière                | G    | Rivière Madawaska                | South Algonquin                              | 45° 30′ 22″ N, 77° 56′ 45″ O | Opeongo Lake                                     | Territoire non organisé de Nipissing Sud     | 45° 41′ 55″ N, 78° 16′ 28″ O | 54            | district de Nipissing                                                |
| Bonnechère, rivière             | D    | Rivière des Outaouais            | Horton (en)                                  | 45° 31′ 11″ N, 76° 33′ 28″ O | Lac McKaskill                                    | Territoire non organisé de Nipissing Sud     | 45° 45′ 01″ N, 78° 03′ 35″ O | 145           | Comté de Renfrew district de Nipissing                               |
| Muskrat, rivière                | D    | Rivière des Outaouais            | Pembroke                                     | 45° 49′ 45″ N, 77° 06′ 49″ O | Lac McKaskill                                    | Canton de Whitewater Region                  | 45° 33′ 34″ N, 76° 44′ 15″ O | 56            | Comté de Renfrew                                                     |
| Snake, rivière                  | G    | Rivière Muskrat                  | Canton de Whitewater Region                  | 45° 41′ 48″ N, 76° 55′ 40″ O | Lac McKaskill                                    | Canton de Algona Nord-Wilberforce (en)       | 45° 38′ 16″ N, 77° 05′ 01″ O | 34            | Comté de Renfrew                                                     |
| Indian, rivière                 | G    | Rivière Muskrat                  | Pembroke                                     | 45° 49′ N, 77° 07′ O         | Lac McKaskill                                    | Municipalité de Master                       | 45° 47′ 17″ N, 77° 37′ 41″ O | 72            | District de Nipissing Comté de Renfrew                               |
| Petawawa, rivière               | D    | Rivière des Outaouais            | Petawawa                                     | 45° 54′ 38″ N, 77° 15′ 31″ O | Ralph Bice Lake                                  | Territoire non organisé de Nipissing Sud     | 45° 40′ 49″ N, 78° 57′ 02″ O | 187           | district de Nipissing Comté de Renfrew                               |
| Barron, rivière                 | D    | Rivière Petawawa                 | Laurentian Hills (en)                        | 45° 52′ 48″ N, 77° 23′ 40″ O | Clemow Lake                                      | Territoire non organisé de Nipissing Sud     | 45° 54′ 24″ N, 77° 53′ 37″ O | 49            | Comté de Renfrew district de Nipissing                               |
| Crow, rivière                   | D    | Rivière Petawawa                 | Territoire non organisé de Nipissing Sud     | 45° 58′ N, 78° 11′ O         | Clemow Lake                                      | Territoire non organisé de Nipissing Sud     | 45° 47′ 58″ N, 78° 30′ 59″ O | 31            | district de Nipissing                                                |
| Madawaska, Petite rivière       | D    | Rivière Petawawa                 | Territoire non organisé de Nipissing Sud     | 45° 59′ 02″ N, 78° 18′ 47″ O |                                                  | Territoire non organisé de Nipissing Sud     | 45° 50′ 59″ N, 78° 32′ 57″ O | 31            | district de Nipissing                                                |
| Tim, rivière                    | G    | Rivière Petawawa                 | Territoire non organisé de Nipissing Sud     | 45° 47′ 16″ N, 78° 40′ 04″ O | Lac Tim                                          | Territoire non organisé de Nipissing Sud     | 45° 45′ 21″ N, 79° 00′ 49″ O | 43            | district de Nipissing                                                |
| Nipissing, rivière              | G    | Rivière Petawawa                 | Territoire non organisé de Nipissing Sud     | 46° 00′ 21″ N, 78° 31′ 13″ O | Lac Big Bob                                      | Territoire non organisé de Nipissing Sud     | 45° 46′ 34″ N, 79° 03′ 35″ O | 85            | district de Nipissing                                                |
| Chalk, rivière                  | D    | Rivière des Outaouais            | Laurentian Hills (en)                        | 45° 59′ 57″ N, 77° 20′ 41″ O | Lac Heart                                        | Laurentian Hills (en)                        | 46° 06′ 58″ N, 77° 40′ 23″ O | 35            | Comté de Renfrew                                                     |
| Jocko, rivière                  | D    | Rivière des Outaouais            | Territoire non organisé de Nipissing Nord    | 46° 33′ 48″ N, 79° 00′ 08″ O | Lac Jocko                                        | Territoire non organisé de Nipissing Nord    | 46° 39′ 33″ N, 79° 27′ 13″ O | 57            | district de Nipissing                                                |
| Jocko, Petite rivière           | D    | Rivière Jocko                    | Territoire non organisé de Nipissing Nord    | 46° 35′ 00″ N, 79° 03′ 59″ O | Lac Koko                                         | Territoire non organisé de Nipissing Nord    | 46° 32′ 08″ N, 79° 11′ 54″ O | 24            | district de Nipissing                                                |
| Mattawa, rivière                | D    | Rivière des Outaouais            | Mattawa                                      | 46° 19′ 13″ N, 78° 42′ 26″ O | Trout Lake (en)                                  | East Ferris                                  | 46° 18′ 22″ N, 79° 14′ 03″ O | 54            | district de Nipissing                                                |
| Amable du Fond, rivière         | D    | Rivière Mattawa                  | Calvin                                       | 46° 18′ 04″ N, 78° 52′ 44″ O | Pipe Lake                                        | district de Nipissing                        | 45° 54′ 03″ N, 79° 05′ 36″ O | 84            | district de Nipissing                                                |
| Matabitchuan, rivière           | D    | Rivière des Outaouais            | Territoire non organisé de Nipissing Nord    | 47° 07′ 45″ N, 79° 27′ 41″ O | Lac Rabbit                                       | Territoire non organisé de Nipissing Nord    | 47° 02′ 32″ N, 79° 34′ 51″ O | 18            | district de Nipissing                                                |
| Montréal, rivière               | D    | Rivière des Outaouais            | Territoire non organisé de Timiskaming Ouest | 47° 08′ 20″ N, 79° 27′ 15″ O | Smoothwater Lake                                 | Territoire non organisé de Timiskaming Ouest | 47° 25′ 30″ N, 80° 41′ 25″ O | 220           | district de Timiskaming                                              |
| Lady Evelyn, rivière            | D    | Rivière Montréal                 | Territoire non organisé de Timiskaming Ouest | 47° 27′ 47″ N, 79° 59′ 16″ O | rivière Lady Evelyn Sud rivière Lady Evelyn Nord | Territoire non organisé de Timiskaming Ouest | 47° 20′ 50″ N, 80° 29′ 05″ O | 71            | district de Timiskaming                                              |
| Makobe, rivière                 | D    | Rivière Montréal                 | James (en)                                   | 47° 43′ 54″ N, 80° 19′ 55″ O | Makobe Lake                                      | Territoire non organisé de Timiskaming Ouest | 47° 28′ 16″ N, 80° 23′ 42″ O | 38            | district de Timiskaming                                              |
| Blanche, rivière                | D    | Rivière des Outaouais            | Harris (en)                                  | 47° 34′ 09″ N, 79° 31′ 56″ O | Lac Sesekinika                                   | district de Timiskaming                      | 48° 12′ 22″ N, 80° 15′ 32″ O | 120           | district de Timiskaming                                              |
| Englehart, rivière              | D    | Rivière Blanche                  | Canton de Marter (en)                        | 47° 50′ 48″ N, 79° 50′ 22″ O | lacs Fallduck                                    | Canton de Terry                              | 48° 11′ 39″ N, 80° 27′ 03″ O | 105           | district de Timiskaming                                              |
| Kinojévis, rivière              | D    | Rivière des Outaouais            | Rouyn-Noranda                                | 47° 55′ 19″ N, 78° 39′ 28″ O | Lac Preissac                                     | Preissac                                     | 48° 17′ 10″ N, 78° 26′ 59″ O | 127           | Abitibi-Témiscamingue                                                |
| Darlens, rivière                | D    | Rivière des Outaouais            | Rouyn-Noranda                                | 47° 56′ 44″ N, 78° 31′ 29″ O | Lac Beauloi                                      | Rouyn-Noranda                                | 48° 09′ 55″ N, 78° 22′ 54″ O | 20            | Abitibi-Témiscamingue                                                |
| Fraser, rivière                 | G    | Rivière des Outaouais            | Latulipe-et-Gaboury                          | 47° 26′ 44″ N, 79° 04′ 48″ O | Lac Fraser                                       | Belleterre                                   | 47° 27′ 08″ N, 78° 51′ 00″ O | 38            | Abitibi-Témiscamingue                                                |
| Bois, rivière des               | G    | Rivière Fraser                   | Latulipe-et-Gaboury                          | 47° 22′ 40″ N, 79° 00′ 58″ O | Lac en Cœur                                      | Belleterre                                   | 47° 19′ 56″ N, 78° 55′ 19″ O | 18            | Abitibi-Témiscamingue                                                |
| McKenzie, rivière               | G    | Rivière Fraser                   | Latulipe-et-Gaboury                          | 47° 23′ 29″ N, 79° 02′ 04″ O | Lac Legrand                                      | Latulipe-et-Gaboury                          | 47° 18′ 22″ N, 79° 00′ 19″ O | 18            | Abitibi-Témiscamingue                                                |
| Loutre, rivière à la            | G    | Rivière des Outaouais            | Saint-Bruno-de-Guigues                       | 47° 31′ 12″ N, 79° 28′ 58″ O | Lac de l'Argentier                               | Fugèreville                                  | 47° 17′ 00″ N, 79° 08′ 05″ O | 57            | Abitibi-Témiscamingue                                                |
| Laverlochère, rivière           | D    | Rivière à la Loutre              | Fugèreville                                  | 47° 23′ 04″ N, 79° 12′ 30″ O | Lac de la Petite Loutre                          | Fugèreville                                  | 47° 18′ 58″ N, 79° 07′ 14″ O | 18            | Abitibi-Témiscamingue                                                |
| Lavallée, rivière               | G    | Rivière des Outaouais            | Saint-Édouard-de-Fabre                       | 47° 11′ 32″ N, 79° 24′ 36″ O | Lac Laperrière                                   | Béarn (Québec)                               | 47° 10′ 16″ N, 79° 13′ 18″ O | 21            | Abitibi-Témiscamingue                                                |
| Kipawa, rivière                 | G    | Rivière des Outaouais            | Laniel                                       | 47° 03′ 00″ N, 79° 23′ 15″ O | Lac Dumoine                                      | Les Lacs-du-Témiscamingue                    | 46° 57′ 43″ N, 78° 01′ 30″ O | 160           | Abitibi-Témiscamingue                                                |
| Beauchêne, rivière              | G    | Rivière des Outaouais            | Témiscaming                                  | 46° 38′ 55″ N, 79° 01′ 11″ O | Lac de l'Espoir                                  | Les Lacs-du-Témiscamingue                    | 46° 36′ 15″ N, 78° 31′ 08″ O | 58            | Abitibi-Témiscamingue                                                |
| Antoine, rivière                | G    | Rivière des Outaouais            | Les Lacs-du-Témiscamingue                    | 46° 24′ 43″ N, 78° 46′ 31″ O | Lac sans nom                                     | Les Lacs-du-Témiscamingue                    | 46° 33′ 08″ N, 78° 38′ 21″ O | 30            | Abitibi-Témiscamingue                                                |
| Maganasipi, rivière             | G    | Rivière des Outaouais            | Les Lacs-du-Témiscamingue                    | 46° 15′ 50″ N, 78° 17′ 53″ O | Lac Maganasipi                                   | Les Lacs-du-Témiscamingue                    | 46° 30′ 53″ N, 78° 22′ 41″ O | 51            | Abitibi-Témiscamingue                                                |
| Maganasipi Ouest, rivière       | D    | Rivière Maganasipi               | Les Lacs-du-Témiscamingue                    | 46° 23′ 59″ N, 78° 21′ 46″ O | Lac Félix                                        | Les Lacs-du-Témiscamingue                    | 46° 33′ 19″ N, 78° 34′ 09″ O | 31            | Abitibi-Témiscamingue                                                |
| Maganasipi Est, rivière         | G    | Rivière Maganasipi               | Les Lacs-du-Témiscamingue                    | 46° 24′ 55″ N, 78° 19′ 08″ O | Lac Line                                         | Les Lacs-du-Témiscamingue                    | 46° 33′ 49″ N, 78° 13′ 49″ O | 28            | Abitibi-Témiscamingue                                                |
| Ours, rivière à l’              | G    | Rivière des Outaouais            | Les Lacs-du-Témiscamingue                    | 46° 14′ 31″ N, 77° 57′ 45″ O | Lac                                              | Les Lacs-du-Témiscamingue                    | 46° 29′ 25″ N, 78° 09′ 13″ O | 38            | Abitibi-Témiscamingue                                                |
| Petite rivière à l'Ours         | G    | Rivière des Outaouais            | Les Lacs-du-Témiscamingue                    | 46° 13′ 34″ N, 77° 54′ 54″ O | Lac du Junco                                     | Les Lacs-du-Témiscamingue                    | 46° 19′ 27″ N, 77° 54′ 11″ O | 14            | Abitibi-Témiscamingue                                                |
| Dumoine, rivière                | G    | Rivière des Outaouais Lac Holden | Rapides-des-Joachims                         | 46° 12′ 55″ N, 77° 50′ 57″ O | Lac Machin                                       | Réservoir-Dozois                             | 47° 16′ 20″ N, 77° 52′ 59″ O | 220           | Abitibi-Témiscamingue Outaouais                                      |
| Fildegrand, rivière             | D    | Rivière Dumoine                  | Les Lacs-du-Témiscamingue                    | 46° 17′ 44″ N, 77° 50′ 51″ O | Lac La Rabeyre                                   | Les Lacs-du-Témiscamingue                    | 46° 40′ 16″ N, 78° 09′ 17″ O | 47            | Abitibi-Témiscamingue                                                |
| Orignal, rivière de l'          | G    | Rivière Dumoine                  | Lac-Nilgaut                                  | 47° 01′ 10″ N, 77° 50′ 08″ O | Lac Hawkesbury                                   | Réservoir-Dozois                             | 47° 18′ 43″ N, 77° 43′ 02″ O | 65            | Abitibi-Témiscamingue Outaouais                                      |
| Poussière, rivière              | G    | Rivière Dumoine                  | Lac-Nilgaut                                  | 46° 26′ 44″ N, 77° 45′ 59″ O | Lac de l'Éclair                                  | Lac-Nilgaut                                  | 46° 21′ 13″ N, 77° 33′ 21″ O | 26            | Outaouais                                                            |
| Poussière Nord, rivière         | D    | Rivière Poussière                | Lac-Nilgaut                                  | 46° 24′ 03″ N, 77° 37′ 43″ O | Lac                                              | Lac-Nilgaut                                  | 46° 30′ 30″ N, 77° 35′ 44″ O | 15            | Outaouais                                                            |
| Poussière Ouest, rivière        | G    | Rivière Poussière                | Lac-Nilgaut                                  | 46° 26′ 29″ N, 77° 42′ 50″ O | Lac Eaton                                        | Lac-Nilgaut                                  | 46° 30′ 13″ N, 77° 33′ 25″ O | 28            | Outaouais                                                            |
| Saint-Cyr, rivière              | G    | Rivière des Outaouais            | Sheenboro                                    | 46° 10′ 55″ N, 77° 37′ 40″ O | Lac la Truite                                    | Rapides-des-Joachims                         | 46° 19′ 57″ N, 77° 36′ 20″ O | 25            | Outaouais                                                            |
| Boom, ruisseau                  | G    | Rivière Saint-Cyr                | Sheenboro                                    | 46° 11′ 41″ N, 77° 37′ 32″ O | Lac Yvette                                       | Lac-Nilgaut                                  | 46° 19′ 23″ N, 77° 30′ 30″ O | 24            | Outaouais                                                            |
| Schyan, rivière                 | G    | Rivière des Outaouais            | Sheenboro                                    | 46° 05′ 53″ N, 77° 26′ 24″ O | Lac Schyan                                       | Lac-Nilgaut                                  | 46° 16′ 50″ N, 77° 11′ 08″ O | 46            | Outaouais                                                            |
| Noire, rivière                  | G    | Rivière des Outaouais            | Waltham                                      | 45° 54′ 28″ N, 76° 56′ 40″ O | Lac Archambault                                  | Lac-Nilgaut                                  | 46° 55′ 00″ N, 77° 28′ 56″ O | 238           | Outaouais                                                            |
| Coulonge, rivière               | G    | Rivière des Outaouais            | Fort-Coulonge                                | 45° 51′ 44″ N, 76° 45′ 54″ O | Lac au Barrage                                   | Lac-Pythonga                                 | 47° 12′ 14″ N, 76° 53′ 33″ O | 240           | Outaouais                                                            |
| Quyon, rivière                  | G    | Rivière des Outaouais            | Pontiac                                      | 45° 31′ 00″ N, 76° 13′ 29″ O | Lac Quyon                                        | Les Collines-de-l'Outaouais                  | 45° 46′ 51″ N, 76° 12′ 23″ O | 65            | Outaouais                                                            |
| Mohr, ruisseau                  | G    | Rivière des Outaouais            | Pontiac                                      | 45° 31′ 30″ N, 76° 09′ 14″ O | Lac                                              | Pontiac                                      | 45° 35′ 04″ N, 76° 13′ 45″ O | 16            | Outaouais                                                            |
| Gatineau, rivière               | G    | Rivière des Outaouais            | Gatineau                                     | 45° 27′ 15″ N, 75° 41′ 42″ O | Lac du Pain de Sucre                             | La Tuque                                     | 47° 52′ 05″ N, 75° 31′ 19″ O | 443           | Mauricie Laurentides Outaouais                                       |
| Pêche, rivière la               | D    | Rivière Gatineau                 | La Pêche                                     | 45° 38′ 14″ N, 75° 55′ 48″ O | Lac Cariot                                       | La Pêche                                     | 45° 45′ 16″ N, 76° 13′ 21″ O | 44            | Outaouais                                                            |
| Pêche Sud, rivière la           | D    | Rivière la Pêche                 | La Pêche                                     | 45° 38′ 42″ N, 76° 04′ 48″ O | Lac Ben                                          | Pontiac                                      | 45° 36′ 42″ N, 76° 08′ 45″ O | 11            | Outaouais                                                            |
| Kazabazua, rivière              | D    | Rivière Gatineau                 | Kazabazua                                    | 45° 56′ 54″ N, 75° 58′ 22″ O | Lac à Roger                                      | Otter Lake                                   | 46° 05′ 00″ N, 75° 49′ 16″ O | 62            | Outaouais                                                            |
| Brown, rivière                  | D    | Rivière Gatineau                 | Kazabazua                                    | 45° 58′ 23″ N, 76° 01′ 35″ O | Lacs Twin                                        | Kazabazua                                    | 45° 57′ 29″ N, 76° 03′ 59″ O | 4             | Outaouais                                                            |
| Picanoc, rivière                | D    | Rivière Gatineau                 | Gracefield                                   | 46° 04′ 26″ N, 76° 03′ 19″ O | Lac Head                                         | Lac-Nilgaut                                  | 46° 08′ 58″ N, 76° 34′ 08″ O | 93            | Outaouais                                                            |
| Désert, rivière                 | G    | Rivière Gatineau                 | Maniwaki                                     | 46° 23′ 08″ N, 75° 58′ 27″ O | Lac Désert                                       | Lac-Pythonga                                 | 46° 34′ 00″ N, 76° 18′ 00″ O | 70            | Outaouais                                                            |
| Aigle, rivière de l'            | D    | Rivière Désert                   | Montcerf-Lytton                              | 46° 26′ 57″ N, 76° 02′ 37″ O | Lac de la Mer Bleue                              | Cayamant                                     | 46° 12′ 40″ N, 76° 13′ 26″ O | 65            | Outaouais                                                            |
| Ignace, rivière                 | D    | Rivière Désert                   | Lac-Pythonga                                 | 46° 36′ 21″ N, 76° 20′ 45″ O | Lac Doolittle                                    | Lac-Nilgaut                                  | 46° 42′ 13″ N, 76° 46′ 20″ O | 40            | Outaouais                                                            |
| Pierreuse, rivière              | D    | Rivière Désert                   | Montcerf-Lytton                              | 46° 35′ 53″ N, 76° 03′ 32″ O | Lac Pontiac                                      | Montcerf-Lytton                              | 46° 34′ 06″ N, 76° 08′ 37″ O | 9             | Outaouais                                                            |
| Gens de Terre, rivière          | D    | Rivière Gatineau                 | Cascades-Malignes                            | 46° 53′ 21″ N, 76° 01′ 09″ O | réservoir Cabonga                                | Lac-Pythonga                                 | 47° 18′ 36″ N, 76° 28′ 06″ O | 115           | Laurentides Outaouais                                                |
| Serpent, rivière                | D    | Rivière Gens de Terre            | Cascades-Malignes                            | 46° 54′ 09″ N, 76° 04′ 17″ O | Lac du Cahot                                     | Lac-Pythonga                                 | 46° 59′ 26″ N, 76° 22′ 53″ O | 60            | Outaouais                                                            |
| Carpe, rivière à la             | D    | Rivière Gens de Terre            | Cascades-Malignes                            | 46° 58′ 33″ N, 76° 08′ 24″ O | Lac Centriole                                    | Lac-Pythonga                                 | 47° 01′ 48″ N, 76° 20′ 43″ O | 19            | Outaouais                                                            |
| Seize, rivière des              | D    | Rivière Gens de Terre            | Cascades-Malignes                            | 47° 00′ 22″ N, 76° 09′ 04″ O | Lac des Seize                                    | Lac-Pythonga                                 | 47° 03′ 10″ N, 76° 18′ 55″ O | 17            | Outaouais                                                            |
| Bélinge, rivière                | G    | Rivière Gens de Terre            | Lac-Pythonga                                 | 47° 15′ 42″ N, 76° 23′ 57″ O | Lac des Augustines                               | Lac-Lenôtre                                  | 47° 38′ 05″ N, 75° 59′ 30″ O | 92            | Outaouais                                                            |
| Wahoo, rivière                  | D    | Rivière Bélinge                  | Lac-Lenôtre                                  | 47° 22′ 14″ N, 76° 11′ 58″ O | Lac                                              | Lac-Lenôtre                                  | 47° 33′ 01″ N, 76° 05′ 49″ O | 32            | Outaouais                                                            |
| Wapus, rivière                  | G    | Rivière Gens de Terre            | Lac-Marguerite                               | 47° 10′ 48″ N, 76° 06′ 07″ O | Lac Wapus                                        | Lac-Lenôtre                                  | 47° 24′ 46″ N, 75° 42′ 39″ O | 67            | Outaouais                                                            |
| Lecointre, ruisseau             | G    | Rivière Wapus                    | Lac-Lenôtre                                  | 47° 21′ 40″ N, 75° 37′ 59″ O | Lac Lecointre                                    | Lac-Lenôtre                                  | 47° 17′ 53″ N, 75° 51′ 09″ O | 22            | Outaouais                                                            |
| Petawaga, rivière               | D    | Rivière Gatineau                 | Lac-Marguerite                               | 46° 53′ 32″ N, 75° 53′ 32″ O | Lac Petawaga                                     | Lac-Marguerite                               | 46° 57′ 24″ N, 75° 50′ 37″ O | 9             | Laurentides                                                          |
| Coucou, rivière du              | D    | Rivière Gatineau                 | Dépôt-Échouani                               | 47° 35′ 08″ N, 75° 23′ 36″ O | Lac du Coucou                                    | Lac-Moselle                                  | 47° 34′ 58″ N, 75° 36′ 00″ O | 49            | Outaouais                                                            |
| Misère, ruisseau                | D    | Rivière Gatineau                 | Dépôt-Échouani                               | 47° 35′ 23″ N, 75° 25′ 02″ O | Lac Mayra                                        | Lac-Moselle                                  | 47° 29′ 54″ N, 75° 32′ 31″ O | 24            | Outaouais                                                            |
| Chouart, rivière                | D    | Rivière Gatineau                 | Dépôt-Échouani                               | 47° 49′ 39″ N, 75° 34′ 49″ O | Lac Chouart                                      | Senneterre                                   | 47° 58′ 49″ N, 75° 41′ 33″ O | 43            | Abitibi-Témiscamingue Outaouais                                      |
| Tamarac, rivière                | D    | Rivière Gatineau                 | Abitibi-Témiscamingue                        | 47° 53′ 53″ N, 75° 31′ 19″ O | Lac Tamarac                                      | Senneterre                                   | 48° 06′ 50″ N, 75° 32′ 36″ O | 44            | Abitibi-Témiscamingue Mauricie                                       |
| Clova, rivière                  | G    | Rivière Gatineau                 | La Tuque                                     | 47° 53′ 59″ N, 75° 30′ 08″ O | Lac Richard                                      | La Tuque                                     | 48° 05′ 36″ N, 75° 23′ 31″ O | 28            | Mauricie                                                             |
| McLaren, rivière                | D    | Rivière Clova                    | La Tuque                                     | 47° 54′ 08″ N, 75° 29′ 22″ O | Lac McLaren                                      | La Tuque                                     | 47° 55′ 01″ N, 75° 28′ 52″ O | 5             | Mauricie                                                             |
| White, rivière                  | G    | Rivière Clova                    | La Tuque                                     | 48° 00′ 13″ N, 75° 22′ 47″ O | Lac Fortier                                      | La Tuque                                     | 47° 59′ 29″ N, 75° 10′ 54″ O | 22            | Mauricie                                                             |
| Douville, rivière               | G    | Rivière Gatineau                 | La Tuque                                     | 47° 52′ 38″ N, 75° 30′ 29″ O | Lac Claire                                       | La Tuque                                     | 47° 58′ 34″ N, 75° 15′ 27″ O | 30            | Mauricie                                                             |
| Fortier, rivière                | G    | Rivière Gatineau                 | Lac-De La Bidière                            | 47° 44′ 46″ N, 75° 31′ 52″ O | Lac Rivard                                       | La Tuque                                     | 47° 57′ 15″ N, 75° 07′ 31″ O | 44            | Mauricie Laurentides                                                 |
| Chabot, rivière                 | D    | Rivière Gatineau                 | Lac-De La Bidière                            | 47° 37′ 40″ N, 75° 22′ 14″ O | Lac Lawton                                       | Lac-De La Bidière                            | 47° 42′ 57″ N, 75° 27′ 38″ O | 15            | Laurentides                                                          |
| Choquette, rivière              | G    | Rivière Gatineau                 | Lac-De La Bidière                            | 47° 37′ 01″ N, 75° 21′ 33″ O | Lac Choquette                                    | La Tuque                                     | 47° 49′ 04″ N, 75° 11′ 36″ O | 37            | Mauricie Laurentides                                                 |
| Canot, rivière du               | G    | Rivière Gatineau                 | Lac-De La Bidière                            | 47° 33′ 22″ N, 75° 18′ 39″ O | Lac du Canot                                     | La Tuque                                     | 47° 45′ 55″ N, 75° 08′ 00″ O | 33            | Mauricie Laurentides                                                 |
| Bazin, rivière                  | G    | Rivière Gatineau                 | Lac-Oscar                                    | 47° 28′ 42″ N, 75° 22′ 01″ O | Lac de l'Ours Blanc                              | La Tuque                                     | 48° 02′ 47″ N, 74° 34′ 52″ O | 124           | Laurentides Mauricie                                                 |
| Bleuets, rivière aux            | D    | Rivière Bazin                    | Lac-Bazinet                                  | 47° 36′ 06″ N, 75° 06′ 17″ O | Lac aux Bleuets                                  | La Tuque                                     | 47° 56′ 22″ N, 75° 04′ 55″ O | 61            | Laurentides Mauricie                                                 |
| Shingle, rivière                | G    | Rivière aux Bleuets              | Lac-Bazinet                                  | 47° 39′ 15″ N, 75° 05′ 08″ O | Lac Shingle                                      | Lac-Bazinet                                  | 47° 43′ 48″ N, 74° 57′ 09″ O | 14            | Laurentides                                                          |
| Marte, rivière à la             | D    | Rivière Bazin                    | La Tuque                                     | 47° 56′ 22″ N, 74° 42′ 36″ O | Lac                                              | Parent                                       | 48° 03′ 18″ N, 74° 47′ 05″ O | 27            | Mauricie                                                             |
| Dandurand, rivière              | G    | Rivière Bazin                    | Parent                                       | 47° 55′ 21″ N, 74° 38′ 22″ O | Lac Dandurand                                    | Parent                                       | 47° 51′ 43″ N, 74° 33′ 49″ O | 12            | Mauricie                                                             |
| Bellerive, rivière              | G    | Rivière Dandurand                | Parent                                       | 47° 51′ 21″ N, 74° 27′ 21″ O | Lac de l'Arsin                                   | Parent                                       | 48° 00′ 33″ N, 74° 25′ 15″ O | 24            | Mauricie                                                             |
| Nasigon, rivière                | G    | Rivière Bazin                    | Lac-Bazinet                                  | 47° 33′ 35″ N, 75° 03′ 15″ O | Lac Nasigon                                      | Lac-De La Bidière                            | 47° 31′ 19″ N, 75° 05′ 03″ O | 4             | Laurentides                                                          |
| Lesueur, rivière                | G    | Rivière Gatineau                 | Lac-Oscar                                    | 47° 19′ 04″ N, 75° 27′ 18″ O | Lac Fer à Cheval                                 | Lac-De La Bidière                            | 47° 31′ 52″ N, 75° 10′ 47″ O | 32            | Laurentides                                                          |
| Duplessis, rivière              | G    | Rivière Lesueur                  | Lac-Oscar                                    | 47° 19′ 16″ N, 75° 22′ 54″ O | Lac Duplessis                                    | Lac-Oscar                                    | 47° 21′ 01″ N, 75° 14′ 32″ O | 19            | Laurentides                                                          |
| Notawassi, rivière              | G    | Rivière Gatineau                 | Ferme-Neuve                                  | 46° 54′ 13″ N, 75° 40′ 38″ O | Lac Notawassi                                    | Lac-Douaire                                  | 47° 05′ 23″ N, 75° 31′ 28″ O | 36            | Laurentides                                                          |
| Argent, rivière d'              | G    | Rivière Notawassi                | Lac-Douaire                                  | 46° 53′ 19″ N, 75° 41′ 11″ O | Grand Lac Huard                                  | Lac-Oscar                                    | 47° 14′ 26″ N, 75° 19′ 07″ O | 74            | Laurentides                                                          |
| Joseph, rivière                 | G    | Rivière Gatineau                 | Aumond                                       | 46° 29′ 47″ N, 75° 54′ 30″ O | Petit Lac Creux                                  | Mont-Laurier                                 | 46° 32′ 03″ N, 75° 39′ 28″ O | 55            | Laurentides Outaouais                                                |
| Plomb, rivière du               | G    | Rivière Gatineau                 | Lac-Sainte-Marie                             | 45° 54′ 55″ N, 75° 52′ 59″ O | Cinq lacs à la Truite                            | Denholm                                      | 45° 53′ 25″ N, 75° 51′ 28″ O | 5             | Outaouais                                                            |
| Blanche, rivière                | G    | Rivière des Outaouais            | Gatineau                                     | 45° 29′ 38″ N, 75° 32′ 36″ O | Lac Edges                                        | Val-des-Monts                                | 45° 45′ 49″ N, 75° 42′ 05″ O | 50            | Outaouais                                                            |
| Petite rivière Blanche          | G    | Rivière des Outaouais            | Gatineau                                     | 45° 30′ 12″ N, 75° 31′ 25″ O | Lac sans nom                                     | L'Ange-Gardien                               | 45° 36′ 35″ N, 75° 28′ 18″ O | 50            | Outaouais                                                            |
| Lièvre, rivière du              | G    | Rivière des Outaouais            | Gatineau                                     | 45° 31′ 25″ N, 75° 25′ 50″ O | Lac Orthès                                       | Lac-Bazinet                                  | 47° 22′ 40″ N, 74° 44′ 50″ O | 330           | Outaouais Laurentides                                                |
| Tapani, rivière                 | D    | Rivière du Lièvre                | Mont-Saint-Michel                            | 46° 48′ 14″ N, 75° 18′ 14″ O | Lac Tapani                                       | Sainte-Anne-du-Lac                           | 46° 54′ 34″ N, 75° 19′ 21″ O | 15            | Laurentides                                                          |
| Mitchinamecus, rivière          | D    | Rivière du Lièvre                | Lac-Oscar                                    | 47° 03′ 56″ N, 75° 06′ 35″ O | Lac Head                                         | La Tuque                                     | 47° 46′ 33″ N, 74° 36′ 37″ O | 127           | Mauricie Laurentides                                                 |
| Adonis, rivière                 | D    | Rivière du Lièvre                | Lac-Bazinet                                  | 47° 26′ 43″ N, 74° 39′ 12″ O | Lac Marson                                       | Lac-Bazinet                                  | 47° 30′ 56″ N, 74° 37′ 02″ O | 11            | Laurentides                                                          |
| Cabasta, rivière                | D    | Rivière du Lièvre                | Lac-Bazinet                                  | 47° 29′ 23″ N, 74° 30′ 39″ O | Lac Wagwabika                                    | Lac-Wagwabika                                | 47° 35′ 55″ N, 74° 37′ 53″ O | 15            | Lanaudière Laurentides                                               |
| Kakw, rivière                   | G    | Rivière Cabasta                  | Lac-Bazinet                                  | 47° 29′ 54″ N, 74° 30′ 26″ O | Lac Mau                                          | Baie-Obaoca                                  | 47° 33′ 24″ N, 74° 29′ 38″ O | 10            | Lanaudière Laurentides                                               |
| Némiscachingue, rivière         | G    | Rivière du Lièvre                | Lac-Cabasta                                  | 47° 30′ 24″ N, 74° 25′ 35″ O | Lac Margaret                                     | Lac-Cabasta                                  | 47° 43′ 08″ N, 74° 29′ 41″ O | 32            | Lanaudière                                                           |
| Mazana, rivière                 | G    | Rivière du Lièvre                | Lac-Oscar                                    | 47° 08′ 38″ N, 74° 53′ 27″ O | Lac Mazana                                       | Lac-de-la-Pomme                              | 47° 05′ 40″ N, 74° 32′ 56″ O | 311           | Laurentides                                                          |
| Kiamika, rivière                | G    | Rivière du Lièvre                | Kiamika                                      | 46° 23′ 04″ N, 75° 24′ 44″ O | Lac du Bouleau Blanc                             | Lac-Oscar                                    | 46° 54′ 26″ N, 74° 48′ 39″ O | 128           | Laurentides                                                          |
| Sourd, rivière du               | G    | Rivière du Lièvre                | Notre-Dame-du-Laus                           | 45° 59′ 36″ N, 75° 33′ 43″ O | Lac Pany                                         | Lac-Ernest                                   | 46° 15′ 54″ N, 75° 18′ 54″ O | 65            | Laurentides                                                          |
| Blanche, rivière                | G    | Rivière des Outaouais            | Lochaber-Partie-Ouest                        | 45° 34′ 57″ N, 75° 15′ 23″ O | Lac Écho                                         | Val-des-Bois                                 | 45° 53′ 12″ N, 75° 26′ 28″ O | 59            | Outaouais                                                            |
| La Petite Blanche, rivière      | G    | Rivière des Outaouais            | Thurso                                       | 45° 35′ 25″ N, 75° 12′ 56″ O | Lac                                              | Saint-Sixte                                  | 45° 40′ 40″ N, 75° 12′ 16″ O | 12            | Outaouais                                                            |
| Petite Nation, rivière de la    | G    | Rivière des Outaouais            | Plaisance                                    | 45° 35′ 09″ N, 75° 06′ 31″ O | Lac Raymond                                      | Lac-Saguay                                   | 46° 27′ 21″ N, 75° 08′ 37″ O | 131           | Laurentides Outaouais                                                |
| Saint-Sixte, rivière            | D    | Rivière de la Petite Nation      | Saint-André-Avellin                          | 45° 38′ 53″ N, 75° 07′ 47″ O | Lac des Pics                                     | Montpellier                                  | 45° 53′ 19″ N, 75° 17′ 53″ O | 54            | Outaouais                                                            |
| Preston, rivière                | G    | Petite Nation, rivière de la     | Duhamel                                      | 46° 00′ 24″ N, 75° 04′ 52″ O | Lac Jaune                                        | Rivière-Rouge                                | 46° 20′ 30″ N, 74° 55′ 18″ O | 40            | Laurentides Outaouais                                                |
| Petite rivière Rouge            | G    | Rivière de la Petite Nation      | Papineauville                                | 45° 43′ 18″ N, 74° 58′ 33″ O | Lac des Plages                                   | Lac-des-Plages                               | 45° 59′ 35″ N, 74° 53′ 57″ O | 144           | Outaouais                                                            |
| Petite rivière Rouge Est        | G    | Petite rivière Rouge             | Namur                                        | 45° 51′ 34″ N, 74° 54′ 55″ O | Lac Lévesque                                     | Saint-Émile-de-Suffolk                       | 45° 58′ 20″ N, 74° 51′ 58″ O | 50            | Outaouais                                                            |
| Saumon, rivière                 | G    | Rivière des Outaouais            | Notre-Dame-de-Bonsecours                     | 45° 38′ 49″ N, 74° 54′ 50″ O | Lac Papineau                                     | Notre-Dame-de-Bonsecours                     | 45° 47′ 12″ N, 74° 47′ 45″ O | 22            | Outaouais                                                            |
| Petite rivière Saumon           | G    | Rivière des Outaouais            | Grenville-sur-la-Rouge                       | 45° 38′ 35″ N, 74° 48′ 12″ O | Lac de la Boue                                   | Grenville-sur-la-Rouge                       | 45° 40′ 47″ N, 74° 46′ 01″ O | 4             | Laurentides                                                          |
| Rouge, rivière                  | G    | Rivière des Outaouais            | Grenville-sur-la-Rouge                       | 45° 38′ 34″ N, 74° 41′ 27″ O | Lac de la Fougère                                | Lac-Matawin                                  | 47° 04′ 41″ N, 74° 25′ 41″ O | 16            | Laurentides                                                          |
| Maskinongé, rivière             | D    | Rivière Rouge                    | Harrington                                   | 45° 49′ 22″ N, 74° 40′ 30″ O | Lac Labelle                                      | Labelle                                      | 46° 09′ 27″ N, 74° 52′ 38″ O | 260           | Laurentides                                                          |
| Nominingue, rivière             | D    | Rivière Rouge                    | Rivière-Rouge                                | 46° 26′ 29″ N, 74° 54′ 20″ O | Lac Frasier                                      | Rivière-Rouge                                | 46° 37′ 26″ N, 75° 01′ 02″ O | 7             | Laurentides                                                          |
| Lenoir, rivière                 | G    | Rivière Rouge                    | Lac-de-la-Maison-de-Pierre                   | 46° 45′ 45″ N, 74° 39′ 12″ O | Lac Bourasseau                                   | Lac-de-la-Maison-de-Pierre                   | 46° 53′ 34″ N, 74° 28′ 05″ O | 30            | Laurentides                                                          |
| Macaza, rivière                 | G    | Rivière Rouge                    | Labelle                                      | 46° 21′ 21″ N, 74° 46′ 47″ O | Lac Cinq Doigts                                  | Baie-des-Chaloupes                           | 46° 34′ 47″ N, 74° 34′ 22″ O | 39            | Laurentides                                                          |
| Jamet, rivière                  | G    | Rivière Macaza                   | Baie-des-Chaloupes                           | 46° 28′ 29″ N, 74° 38′ 48″ O | Lac Jamet                                        | Baie-des-Chaloupes                           | 46° 33′ 38″ N, 74° 31′ 49″ O | 10            | Laurentides                                                          |
| Diable, rivière du              | G    | Rivière Rouge                    | Mont-Tremblant                               | 46° 03′ 28″ N, 74° 37′ 55″ O | Lac du Diable                                    | Lac-Legendre                                 | 46° 32′ 53″ N, 74° 18′ 03″ O | 82            | Lanaudière Laurentides                                               |
| Le Boulé, rivière               | G    | Rivière du Diable                | Lac-Supérieur                                | 46° 11′ 05″ N, 74° 31′ 11″ O | Lac Allen                                        | Lac-Supérieur                                | 46° 19′ 50″ N, 74° 25′ 36″ O | 40            | Laurentides                                                          |
| Archambault, rivière            | G    | Rivière Le Boulé                 | Lac-Supérieur                                | 46° 11′ 17″ N, 74° 27′ 03″ O | Lac Quenouille                                   | Lac-Supérieur                                | 46° 10′ 27″ N, 74° 22′ 18″ O | 9             | Laurentides                                                          |
| Bride, rivière                  | D    | Rivière Archambault              | Val-des-Lacs                                 | 46° 11′ 24″ N, 74° 22′ 51″ O | Lac de l'Orignal                                 | Val-des-Lacs                                 | 46° 12′ 54″ N, 74° 19′ 40″ O | 8             | Laurentides                                                          |
| Beaven, rivière                 | G    | Rivière Rouge                    | Arundel                                      | 45° 58′ 04″ N, 74° 38′ 02″ O | Lac des Seize Îles                               | Lac-des-Seize-Îles                           | 45° 52′ 38″ N, 74° 28′ 42″ O | 19            | Laurentides                                                          |
| Calumet, rivière du             | G    | Rivière des Outaouais            | Grenville-sur-la-Rouge                       | 45° 38′ 41″ N, 74° 39′ 08″ O | Lac Wilson                                       | Grenville-sur-la-Rouge                       | 45° 44′ 34″ N, 74° 35′ 19″ O | 14            | Laurentides                                                          |
| Calumet Est, rivière du         | G    | Rivière du Calumet               | Grenville-sur-la-Rouge                       | 45° 40′ 07″ N, 74° 38′ 05″ O | Lac Monaco                                       | Brownsburg-Chatham                           | 45° 43′ 14″ N, 74° 30′ 42″ O | 15            | Laurentides                                                          |
| Kingham, rivière                | G    | Rivière des Outaouais            | Grenville-sur-la-Rouge                       | 45° 38′ 12″ N, 74° 36′ 08″ O | Lac                                              | Grenville-sur-la-Rouge                       | 45° 42′ 17″ N, 74° 31′ 50″ O | 14            | Laurentides                                                          |
| Carillon, canal de              | G    | Rivière des Outaouais            | Saint-André-d'Argenteuil                     | 45° 33′ 58″ N, 74° 22′ 35″ O | Rivière des Outaouais                            | Saint-André-d'Argenteuil                     | 45° 34′ 14″ N, 74° 22′ 53″ O | 0.6           | Laurentides                                                          |
| Nord, rivière du                | G    | Rivière des Outaouais            | Saint-André-d'Argenteuil                     | 45° 31′ 08″ N, 74° 20′ 11″ O | Lac Brûlé                                        | Sainte-Agathe-des-Monts                      | 46° 05′ 45″ N, 74° 16′ 58″ O | 137           | Laurentides                                                          |
| Ouest, rivière de l’            | D    | Rivière du Nord                  | Lachute                                      | 45° 39′ 15″ N, 74° 20′ 38″ O | Lac Gustave                                      | Wentworth-Nord                               | 45° 50′ 50″ N, 74° 20′ 39″ O | 44            | Laurentides                                                          |
| Bellefeuille, rivière           | D    | Rivière du Nord                  | Mirabel                                      | 45° 44′ 10″ N, 74° 03′ 16″ O | Lac Johanne                                      | Sainte-Anne-des-Lacs                         | 45° 50′ 11″ N, 74° 08′ 30″ O | 16            | Laurentides                                                          |
| Mulets, rivière aux             | D    | Rivière du Nord                  | Sainte-Adèle                                 | 45° 57′ 06″ N, 74° 06′ 56″ O | Lac Travers                                      | Saint-Adolphe-d'Howard                       | 46° 00′ 36″ N, 74° 23′ 33″ O | 26            | Laurentides                                                          |
| Noire, rivière                  | D    | Rivière du Nord                  | Sainte-Agathe-des-Monts                      | 46° 04′ 17″ N, 74° 16′ 49″ O | Lac Nantel                                       | Mont-Blanc                                   | 46° 07′ 23″ N, 74° 24′ 39″ O | 27            | Laurentides                                                          |
| Doncaster, rivière              | G    | Rivière du Nord                  | Sainte-Adèle                                 | 45° 57′ 50″ N, 74° 06′ 13″ O | Lac Vaillancourt                                 | Sainte-Lucie-des-Laurentides                 | 46° 12′ 03″ N, 74° 07′ 42″ O | 46            | Laurentides                                                          |
| Sainte-Marie, rivière           | G    | Rivière du Nord                  | Mirabel                                      | 45° 44′ 13″ N, 74° 02′ 39″ O | ruisseau                                         | Mirabel                                      | 45° 42′ 20″ N, 74° 00′ 44″ O | 8             | Laurentides                                                          |
| Rouge, rivière                  | G    | Rivière du Nord                  | Laurentides                                  | 45° 33′ 15″ N, 74° 20′ 05″ O | Rivière Saint-Pierre                             | Laurentides                                  | 45° 34′ 51″ N, 74° 14′ 15″ O | 9             | Laurentides                                                          |
| Saint-Pierre, rivière           | D    | Rivière Rouge                    | Saint-André-d'Argenteuil                     | 45° 34′ 51″ N, 74° 14′ 15″ O | ruisseau                                         | Mirabel                                      | 45° 40′ 08″ N, 74° 10′ 01″ O | 9             | Laurentides                                                          |